# Monumento a Cristóbal Colón (Buenos Aires)
El monumento a Cristóbal Colón se encuentra situado en la ciudad de Buenos Aires, sobre la costa del Río de La Plata, a la altura del Aeroparque Jorge Newbery en el espigón Puerto Argentino. Hasta junio de 2013 se localizaba en el Parque Colón, entre la Casa Rosada y la circular Avenida de la Rábida.
Su construcción fue impulsada por un próspero inmigrante italiano, Antonio Devoto, como obsequio de la colectividad de ese país a la República Argentina en el Centenario de la Revolución de Mayo.
Obra del escultor italiano Arnaldo Zocchi, la piedra fundamental se colocó el 24 de mayo de 1910 y fue inaugurada en 1921.
El peso total del monumento es de 623 toneladas y su altura de 26 metros. La columna central está hecha en un solo bloque y sostiene la estatua de Cristóbal Colón, de 38 toneladas de peso y 6,25 metros de altura, esculpida en el famoso mármol de Carrara.
La totalidad del monumento fue realizada en Italia y fue desarmado para transportarlo hasta Buenos Aires donde el propio Zocchi se encargó de dirigir la obra de montaje.
En su base hay grupos escultóricos inspirados en los versos de Medea, la obra de Séneca, que representan a “La Ciencia”, “El Genio”, “El Océano” y “La Civilización”. Hay además imágenes relacionadas con la vida de Colón junto a unas alegorías que representan “La Fe” y “El Porvenir”. Una puerta en su base lleva hacia una habitación circular que iba a albergar un museo dedicado al navegante pero que nunca se realizó (desde Italia había llegado una piedra de la casa natal y una parte de columna romana para que formaran parte del mismo).
En su superficie conserva huellas de los proyectiles disparados durante al bombardeo a la Plaza de Mayo de 1955. En los cimientos del monumento se tenía pensado abrir un museo que se dedicaría a la vida del colonizador. De Italia había llegado una piedra de la casa natal y una parte de columna romana. El fragmento de la columna aún existe, pero el ladrillo de la casa desapareció.

## Historia
El Monumento fue un obsequio de la colectividad italiana residente en la Argentina con motivo del Centenario de la Revolución de Mayo. Una comisión, presidida por Antonio Devoto —padrino y promotor del proyecto— se encargó de recaudar los fondos, y fue Devoto quien encabezó la lista de los contribuyentes con una gran suma. Muchos inmigrantes italianos hicieron aportes de dinero, desde los potentados comerciantes hasta los más humildes inmigrantes.[cita requerida]
Por Ley N.º 5105 del 26 de agosto de 1907, el Poder Ejecutivo Nacional autorizó la donación del monumento; el 24 de mayo de 1910 fue colocada la piedra fundamental, pero la escultura llegó a la Argentina recién el 14 de abril de 1921 y se inauguró el 15 de junio de ese año.

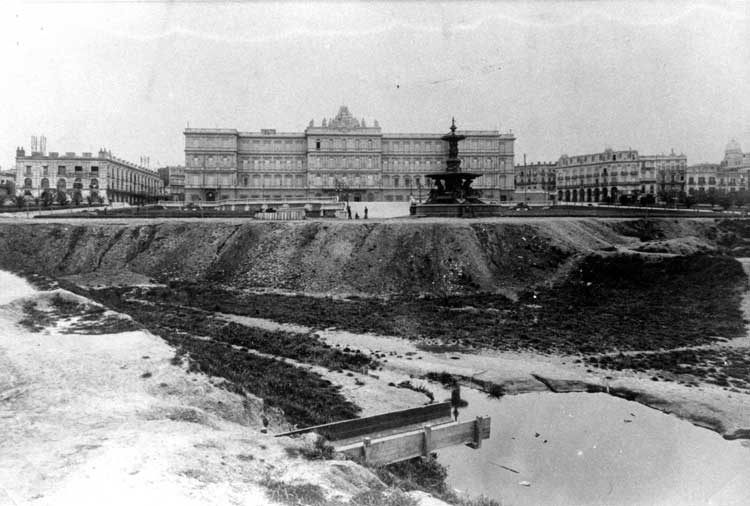
Fuente Monumental que existió hasta 1921, anterior al Monumento a Colón.

Es obra del escultor florentino Arnaldo Zocchi (1862-1940), quien fue elegido por concurso por la comisión recaudadora de fondos. El artista realizó el monumento íntegramente en Italia, luego se lo desarmó y las partes, numeradas convenientemente, se transportaron hasta Buenos Aires donde el artista se encargó de dirigir la obra de montaje en el Parque. Allí pudo ver el izamiento de la escultura por medio de un guinche y estuvo presente en el día de la inauguración junto al presidente Hipólito Yrigoyen. El discurso central estuvo a cargo del ministro de Relaciones Exteriores Honorio Pueyrredón.
Sobre la cara del lado este el monumento muestra roturas y marcas que fueron dejadas por los proyectiles disparados durante el bombardeo a la Plaza de Mayo de 1955, cuando aviones de la Marina intentaron desalojar por la fuerza al presidente Juan Domingo Perón.
En cuanto a la plaza que la rodea, fue proyectada y construida por Carlos Thays como parte del Paseo de Julio y recibió su nombre por ordenanza del 28 de noviembre de 1894. Fue inaugurada en 1904 y en 1911 se le construyeron terrazas y escalinatas que ordenaban el sector hacia el Río de la Plata. En 1921 se terminó el arreglo de jardinería, proyectado por Eugenio Carrasco y Francisco Lavecchia, para recibir la estatua. En el lugar elegido existía una explanada y una Fuente Monumental, pieza de catálogo de la casa Val D'Osne de Francia, que tuvo que ser desarmada, sus piezas se encuentran hoy exhibidas en distintos sitios de Buenos Aires.
En 1955, la Casa Rosada y sus alrededores sufrieron un bombardeo por parte de aviones de la Armada Argentina, intentando un golpe de Estado contra el presidente Juan Domingo Perón; y tanto la Plaza Colón como su monumento fueron dañados levemente por los proyectiles. En 1987, el Monumento a Colón sufrió un intento de atentado explosivo, sin conocerse nunca los autores del hecho.

## Descripción

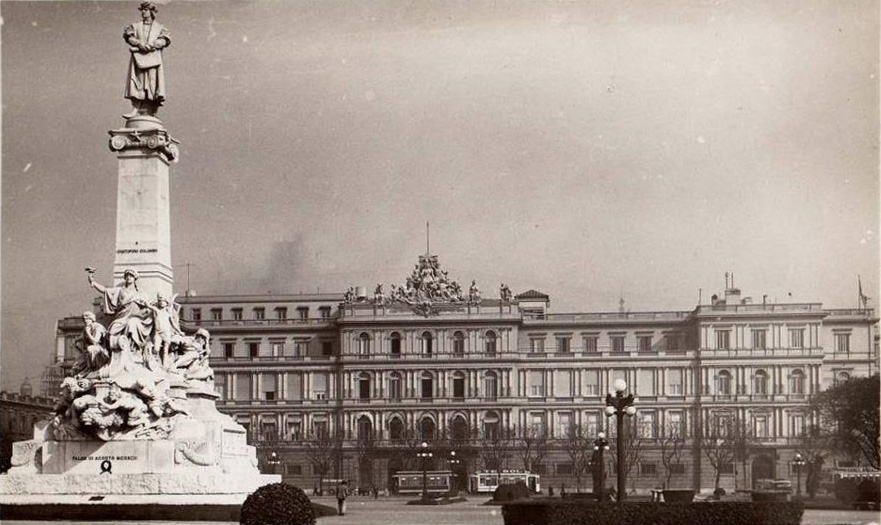
Postal de 1930 (circa).

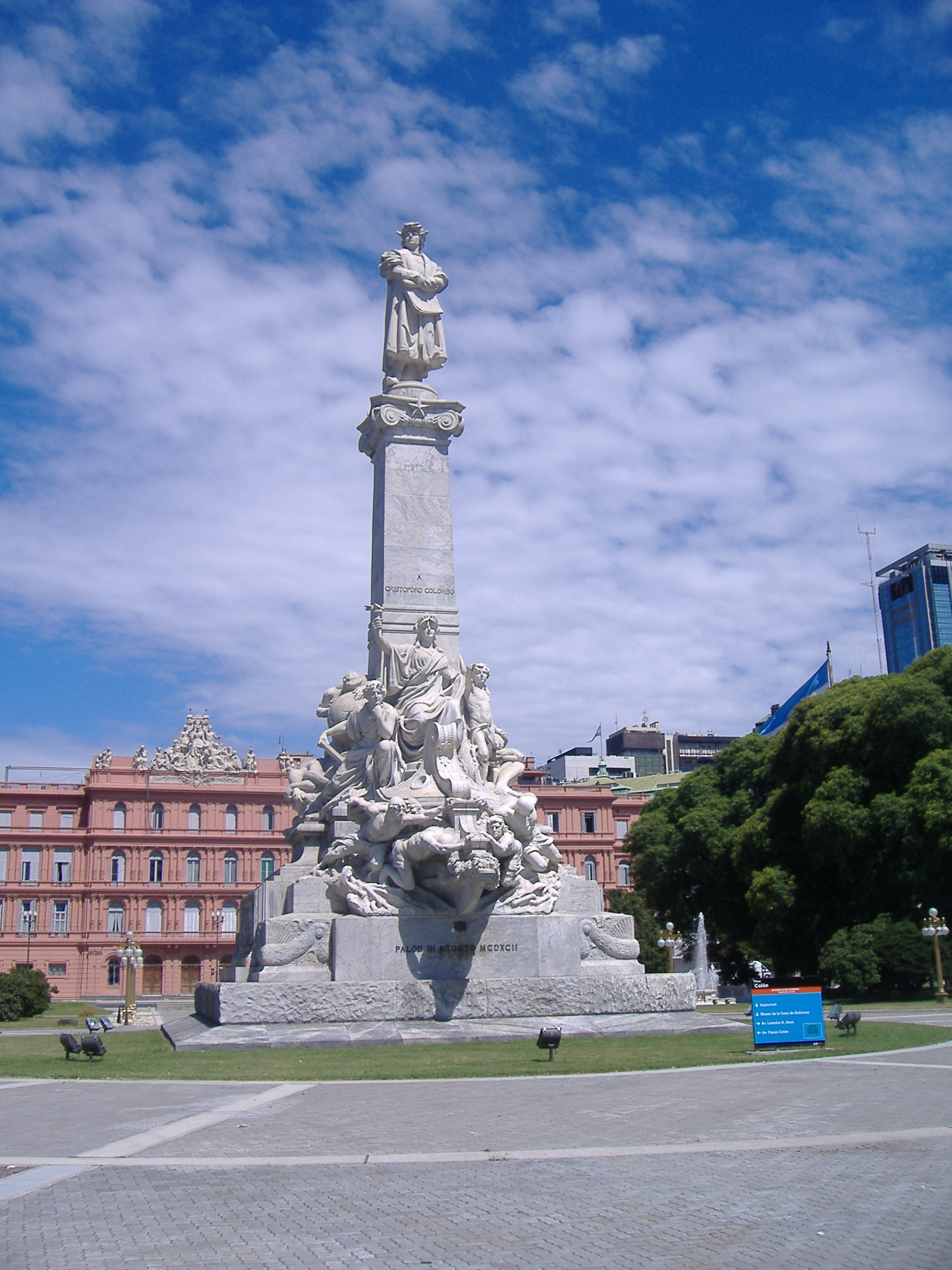
Cuando estaba en Plaza Colón, detrás dela Casa Rosada

Es un monumento alegórico con una columna central sobre la cual se eleva la estatua del navegante observando al este. La razón por la cual mira hacia ese punto cardinal no fue un error, como popularmente se ha creído. La idea surgió de los representantes de la comunidad italiana en la Argentina, que pensaron la obra cuando no existía en el país ningún monumento que lo recordara y aunque existieron discrepancias con respecto a la concepción, todos estuvieron de acuerdo sobre que el almirante debía mirar hacia el Río de La Plata (cuya costa se encontraba a escasos metros del monumento cuando se inauguró), pues debía señalar el horizonte rememorando, de algún modo, las rutas que un día el descubridor surcó.
En este caso la estatua de Cristóbal Colón corona un pilar de base cuadrangular al pie del cual se distribuyen grupos escultóricos, con figuras de 3,5 a 5 m que ilustran en forma predominantemente alegórica la hazaña del gran navegante. Se hallan presentes en el monumento tres grupos temáticos principales:

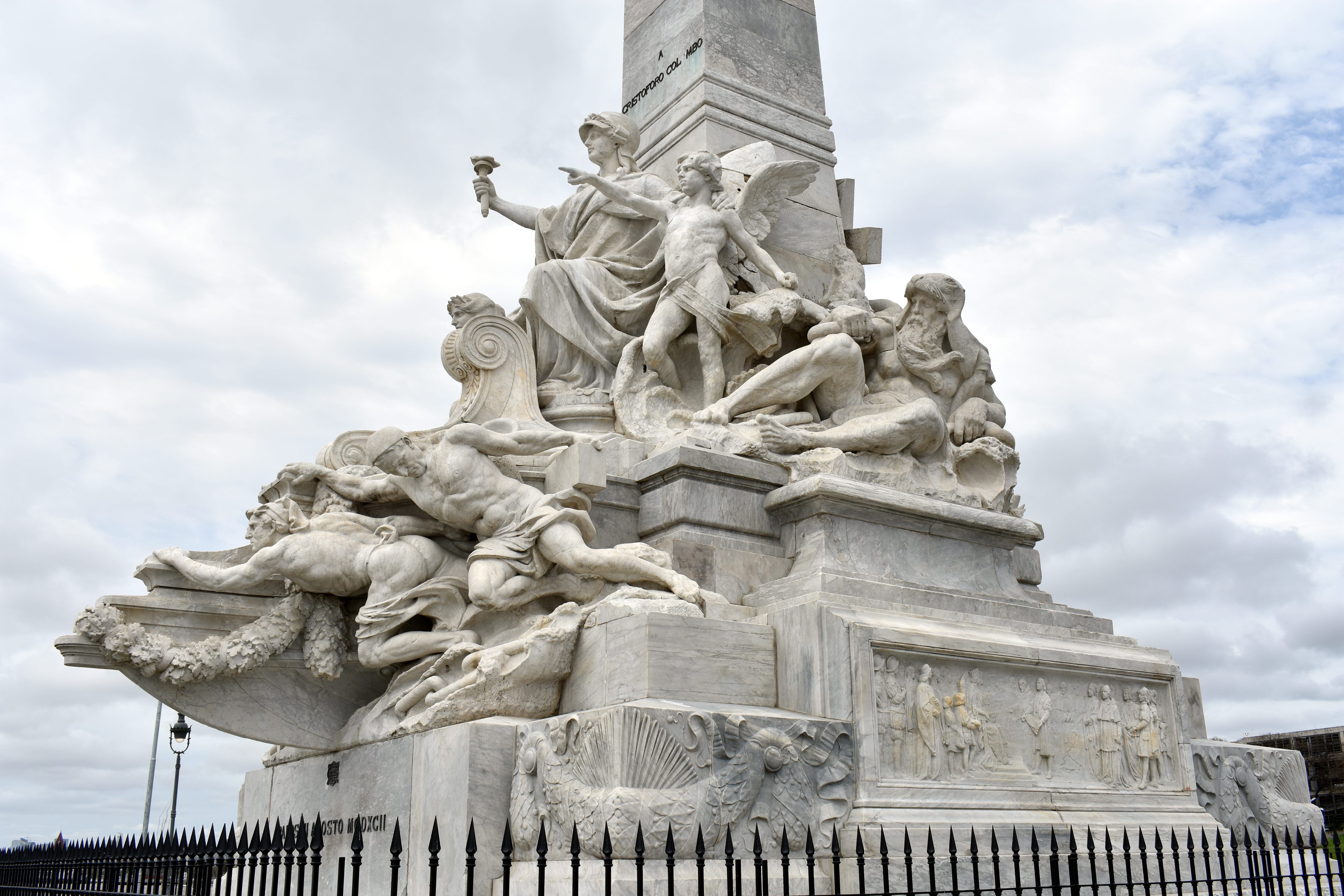
Detalle

- El más importante, por la envergadura de su desarrollo, es el de Colón y su hazaña, presentado como la concreción de los versos proféticos de Medea de Séneca, los cuales están inscriptos en la cara norte del pilar y también en el reverso de la medalla conmemorativa acuñada para la inauguración del monumento.
- El segundo núcleo temático se refiere a la presencia de la Iglesia católica en América a través de la evangelización. Un importante grupo escultórico compuesto por la Fe y la implantación de la cruz en tierra americana simbolizan la acción evangelizadora.
- El tercer grupo representa la participación de España en la empresa y se concreta a través de dos relieves narrativos ubicados en las caras norte y sur del basamento que muestran a Colón presentando su proyecto a los Reyes Católicos (lado norte) y en Barcelona, al regreso del primer viaje, exhibiendo los exóticos presentes del Nuevo Mundo a la corte.

Una descripción más detallada de cada uno de sus lados es la siguiente:
En el frente de su base, se encuentra una inscripción que dice a Cristoforo Colombo Palos III Agosto MCDXCII que indica tanto el lugar como la fecha de partida del primer viaje de Colón a América. Un grupo escultórico, que se contrapone a la ortogonalidad del monumento, evoca dicha partida del Puerto de Palos, el lanzamiento al mar de la nave que ha de conducir a La Civilización, representada por una figura que lleva en su diestra una antorcha, y su mano izquierda sobre el hombro del Genio que señala la tierra lejana. La "Ciencia" aguarda en actitud pensativa, los marineros ayudan a botar el barco en el mar.
En la parte posterior, se representan La fe y La Justicia, sobre la parte frontal izquierda se encuentra la Historia y La Teoría, y en la parte inferior del frente se representa La Voluntad. Además el nombre del autor de la obra, Arnaldo Zocchi, se halla grabado acompañado de la leyenda "Molis Artifix (Artista de Piedra) y dos fechas: la de su nacimiento y la de su muerte.
En el altorrelieve del lado norte se observa el juramento del navegante a los Reyes Católicos. Sobre este altorrelieve hay una alegoría que muestra a un hombre barbado que lleva sobre la espalda un lobo marino: es el dios Océano, o Proteo, hijo de Neptuno, Dios del Mar.
El lado sur del monumento representa el regreso de Colón a Europa. El rey Fernando II de Aragón se halla sentado, Isabel I de Castilla está de pie, los Titanes del Estudio y del Pensamiento hacen girar el globo terráqueo, sacando a la luz el Nuevo Mundo que está representado por una figura masculina yaciente aprisionada por una serpiente, símbolo de lo irracional.
En cuanto al lado oeste posee en su parte superior una figura de mujer con los ojos vendados (la Justicia o el Porvenir) y hay también una gran Cruz que parece estar siendo levantada por unos navegantes, simbolizando de esta manera el propósito de establecer la Fe en las tierras descubiertas.
Sobre la base se levanta la columna, que sostiene la estatua de Colón, mirando el horizonte mientras sostiene en sus manos las cartas de navegación, realizada en un solo bloque de mármol. Del lado norte tiene una inscripción en latín: se trata del final del acto segundo de la Medea de Séneca. Por su anticipación de los descubrimientos ha sido citado como profecía de la empresa de Colón:

Veniant annis
Secula seris quibus Oceanus
Incula terum laxen, e ingens
Poteat Telus Tiphisque nenos
Detegat Orbis nec fit Terris
Ultima Fille
Vendrán, más tarde, con los años, los tiempos en que el Océano derribará las barreras de las cosas, en el que la tierra se abrirá inmensa, y Tetis develará nuevos mundos, en los que entre las tierras, Thulé no será la última. (traducción propia de Wikipedia)

Debajo del grupo escultórico que se encuentra en el lado sur hay una cripta que había sido diseñada para albergar un museo que nunca se llevó a cabo. Originalmente una puerta de mármol macizo de estilo neorromano daba acceso a un recinto circular y abovedado cuyo pavimento y parte inferior de sus muros estaban revestidos por mármol de Carrara. En el interior, a ambos lados de la puerta, se hallaban dos placas de mármol en las cuales están grabadas frases de Cristóbal Colón y su hijo Fernando respectivamente. Un friso pintado al óleo sobre tela, de Francesco Paolo Parisi, decoraba la parte superior de los zócalos representando la historia de la navegación desde el descubrimiento hasta las dos primeras décadas del siglo XX, ilustrada además, esta última etapa, con trasatlánticos, submarinos y aviones. En el centro del cielorraso, pintado de azul con estrellas doradas, se ubicaba un plafón. Esta cripta custodiaba una lámpara votiva de hierro forjado, un cofre de bronce labrado conteniendo un ladrillo de la casa natal de Colón obsequiado por la ciudad de Génova y un bloque de mármol labrado extraído del Palatino, donado por la ciudad de Roma. El ladrillo desapareció con el tiempo. Una placa de mármol en la cripta permite entrar al sótano: un corredor circular de 6 m de profundidad que llega a los bordes del cantero del monumento.
| Sobre el basamento de la columna: A Cristoforo Colombo Genio máximo de los genoveses la Federación de entidades ligures en la Argentina. En recuerdo del V centenario del cumplimiento de su histórica hazaña 1492-12- 10-1992.' ' | En el piso: A Cristoforo Colombo / Genio máximo de los genoveses/ la Federación de entidades Ligures en la Argentina./ En recuerdo del V centenario / del cumplimiento de su histórica hazaña /1492-12-10-1992 . | En el basamento: El comité Argentino pro Italia a Colón |

## Características técnicas
]]

El monumento en su actual ubicación, con el Aeroparque metropolitano de fondo.

Su altura es de 26 m (la estatua mide 6 m) y su peso total es de 623 tn (aproximadamente 370 t del monumento en sí y 250 t de basamento, la estatua de Colón pesa unas 40 t).
Para construirlo fueron necesarios enormes bloques de mármol de Carrara, que se extrajeron de un cantero especial en el cual trabajaron centenares de obreros. Docenas de bueyes transportaron los bloques a la estación del ferrocarril para llevarlos así hasta Roma, donde cuadrillas de obreros especialistas las acercaron hasta el estudio del escultor Zocchi.[cita requerida] Como algunos de los mármoles —por su peso excesivo y el mal estado de las calles— no podían ser colocados sobre los carros de hierro, fue necesario valerse de palancas para deslizar los bloques sobre tablas enjabonadas. El transporte requirió varias semanas de trabajo, y la escultura demandó casi diez años de trabajo, interrumpidos solo por la Primera Guerra Mundial.
Debido a su peso, posee cimientos muy profundos y fuertes, que pueden verse desde su sótano, de 6 m de profundidad.
Para su armado en Buenos Aires, la firma Vasena Hnos. construyó un andamio de hierro; la estatua del navegante fue subida mediante un guinche hidráulico ubicado en la parte superior del andamiaje, instalado por el director general de Navegación y puertos, ingeniero Humberto Canale. La subida y colocación de la estatua demandó tres días.

## Traslado, restauración y controversia
En 2007 el jefe del gobierno porteño Jorge Telerman firmó un acuerdo con la Nación para disponer del Parque Colón (detrás de la Casa Rosada) y sus adyacencias por cuestiones de la seguridad perimetral.
En 2008 el gobierno de Mauricio Macri ratificó el acuerdo por ley N° 2862. A raíz de esta ley, el Gobierno nacional fue autorizado a disponer, conservar y mantener el espacio ubicado atrás de la Casa Rosada. Los trabajos en el monumento a Colón comenzaron en ese año, junto a la tarea de conservación y puesta en valor de la Aduana Taylor. Se encargaron estudios con el objetivo de determinar las posibles patologías que atentan contra la estabilidad del monumento a profesionales independientes, a la Facultad de Ingeniería de la Universidad de la Plata y a la Facultad de Bellas Artes de la Universidad de la Plata. Los estudios determinaron que el riesgo estructural que afecta al monumento no permite asegurar su estabilidad siendo necesario su desmontaje para subsanar las deficiencias y evitar que la estatua se desmoronase.

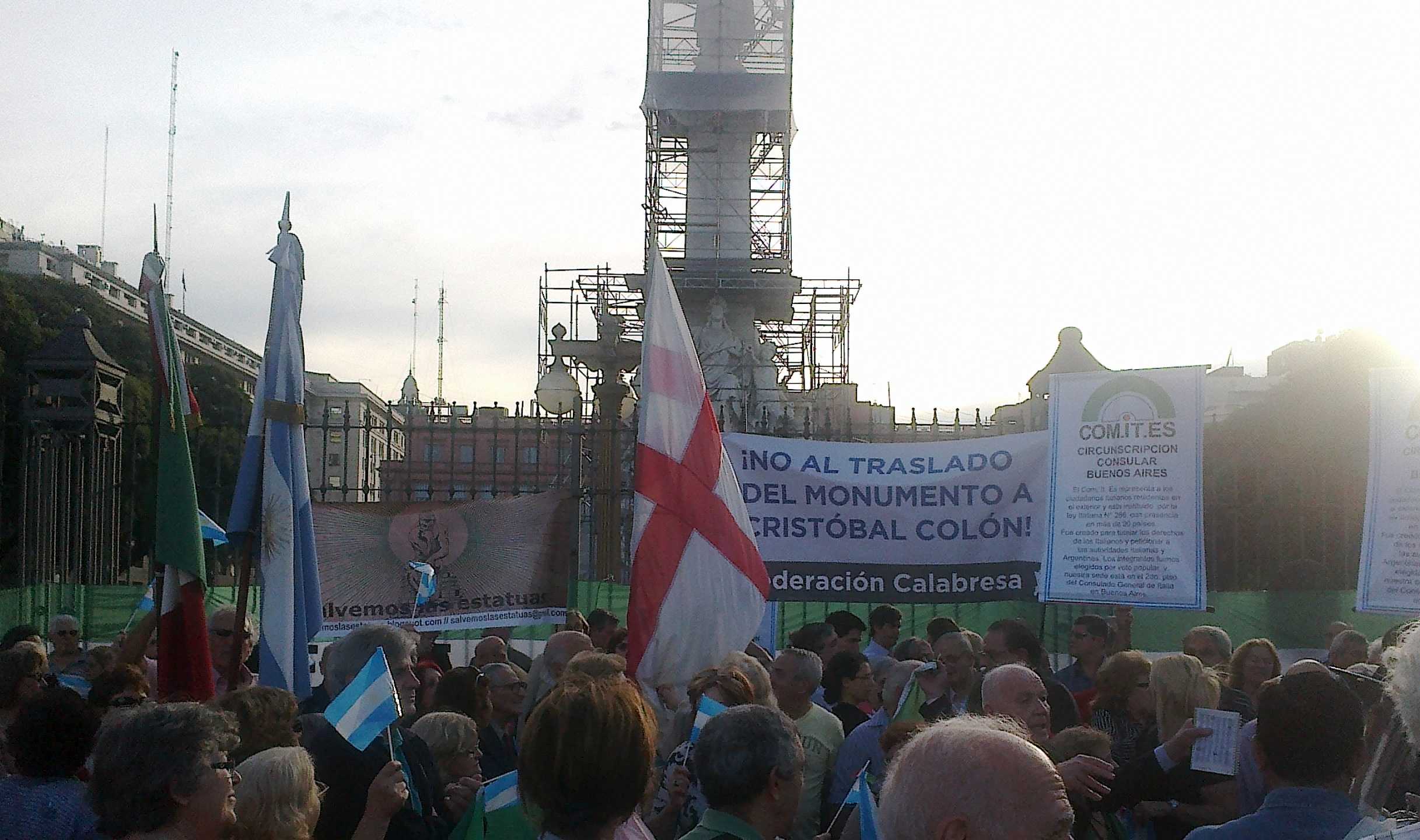
Protesta de distintas agrupaciones ante el inminente traslado del Monumento a Cristóbal Colón realizado al pie del mismo (semicubierto por una estructura que lo protege por las obras para dicho traslado).

En marzo de 2013, el gobierno nacional comunicó que el monumento sería reemplazado por una estatua de Juana Azurduy de Padilla y que sería trasladado a la Plaza Colón de la ciudad de Mar del Plata ya que fue solicitado por la colectividad italiana de esa ciudad al intendente Gustavo Pulti. el gobierno nacional sostenía que la potestad sobre el monumento es del gobierno Nacional, ya que así se dispuso al momento de su donación; la administración del Parque Colón fue cedida a la Nación por el gobierno porteño durante la administración de Jorge Telerman y ratificada por la administración de Mauricio Macri. además se basaban en la ley nacional 24.588, que garantiza los intereses del Estado nacional en la Ciudad de Buenos Aires, sostiene en su artículo 2° que la Nación "conserva todo el poder no atribuido por la Constitución Nacional al gobierno autónomo de la ciudad de Buenos Aires, y es titular de todos aquellos bienes, derechos, poderes y atribuciones necesarios para el ejercicio de sus funciones".
El monumento en honor a Juana Azurduy de Padilla fue a través del gobierno de Bolivia, cuyo presidente, Evo Morales, realizó la donación de más de 1 millón de dólares.
El traslado dio pie a un debate sobre la jurisprudencia que correspondería entre los Gobiernos Nacional y de la Ciudad de Buenos Aires. El Gobierno porteño sostenía que el mismo debe ser aprobado por una ley de la Legislatura. El 30 de mayo, la Legislatura aprobó una ley que dicta que "Para sacar o poner un monumento en el espacio público de la Ciudad es necesaria una ley de la Legislatura que lo apruebe", y declaró al monumento como "bien integrante del patrimonio histórico y cultural de la Ciudad...". La iniciativa consiguió 35 votos positivos y 14 abstenciones.

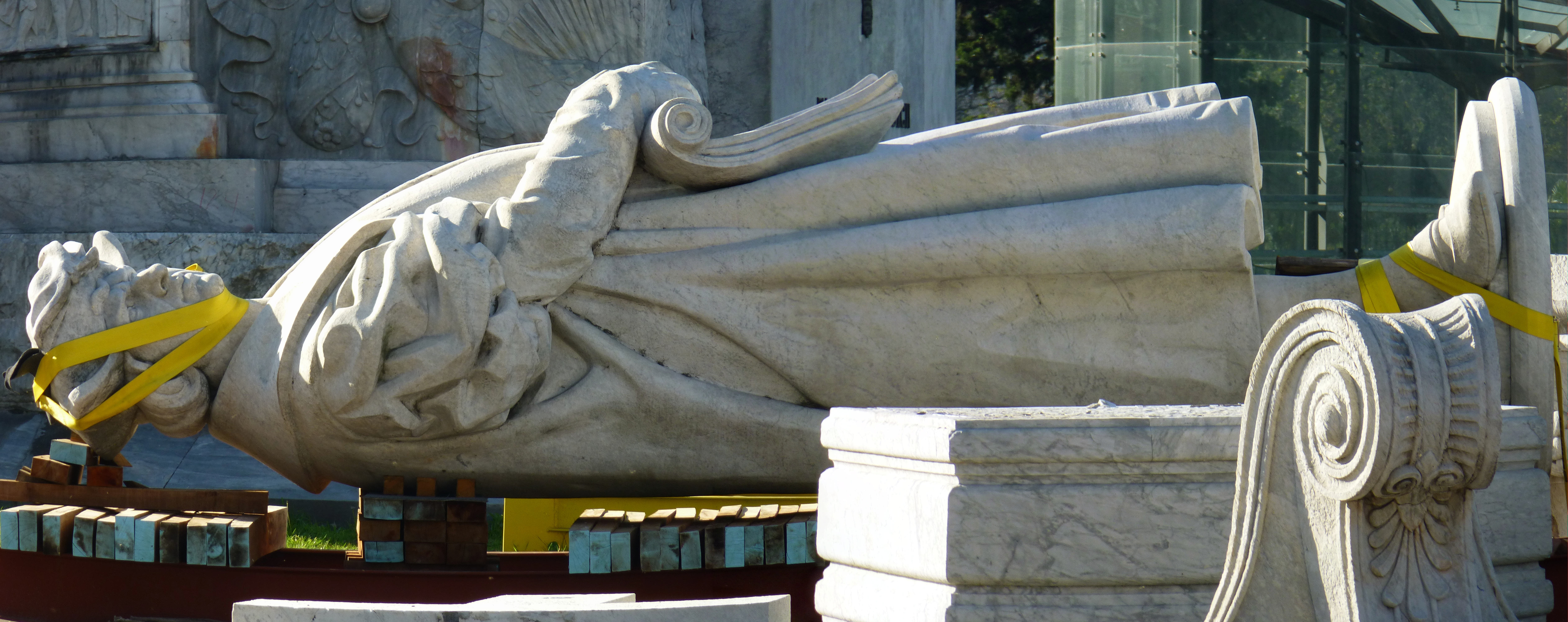
La estatua de Colón, perteneciente al Monumento a Cristóbal Colón, en proceso de restauración.

El 23 de abril de 2013  200 miembros de la colectividad italiana y de las ONG Salvemos las estatuas y Basta de Demoler protestaron por el traslado. el presidente de la Federación de Sociedades Italianas en Mar del Plata, Juan Radina, manifestó su oposición al traslado desconociendo las tratativas iniciadas en marzo por el Centro Ligure Marplatense y apoyadas por la Asociación Italiana del Puerto de Mar del Plata, para que el mismo se realice.
El 31 de mayo de 2013 la jueza Rodríguez Vidal, dictó una cautelar para que no sea trasladado El juez, a cargo del Juzgado Nacional en lo Contencioso Administrativo Federal N° 12, rechazó el planteo y validó la remoción del monumento. La asociación civil Basta de Demoler presentó un amparo para evitar la mudanza. que fue rechazado por la justicia, que además decidió “imponer las costas de esta instancia” a la Asociación Civil Basta de Demoler y la Asociación Italiana de Socorro Mutuo y Cultura Nazionale. Oscar Parrilli, informó que se llevaron adelante trabajos de conservación y puesta en valor de la obra, y la realización del inventario y catalogación detallada de cada pieza del monumento. Detallaron que 186 piezas están inventariadas y que se alcanzó a desmontar aproximadamente el 50 por ciento del monumento. A su vez, señalaron que en las tareas de restauración intervinieron la Dirección Nacional de Arquitectura y las facultades de Ingeniería y de Bellas Artes de la Universidad de La Plata.
El 29 de junio de 2013 se removió el monumento, lo cual demoró cinco minutos. En 2014 un estudio determinó que el monumento presentaba fuertes rajaduras y el deterioro que presenta la escultura son producto de la falta de mantenimiento. La grietas fueron producidas por efecto del agua, lanzada violentamente por hidrolavadoras, habiendo sido este proceso responsable de la lixiviación del deterioro de la superficie de la roca; por las vibraciones del intenso y pesado tránsito circundante; por las explosiones del bombardeo a la Casa Rosada de junio del año 1955; por el atentado intencional con una bomba de gran magnitud que explotó en su interior en el año 1987 y por la falta de conservación y mantenimiento durante toda su existencia.
Finalmente la Ciudad de Buenos Aires y La Nación llegaron a un acuerdo el 5 de junio de 2014 para trasladarlo al espigón Puerto Argentino de la Costanera Norte de la ciudad frente al Aeroparque Jorge Newbery, el gasto del traslado y la obra para volver a ensamblarlo serían costeados por el Poder Ejecutivo Nacional.
En diciembre de 2017 se terminaron de ensamblar las piezas en su nueva ubicación y se prevé para mediados de 2019 la construcción de un espacio público en el lugar.